# Giorgio Ferrini
Giorgio Ferrini (ur. 18 sierpnia 1939 w Trieście, zm. 8 listopada 1976 w Turynie) – włoski piłkarz, pomocnik, długoletni zawodnik Torino FC.
W 1955 trafił do Torino. W sezonie 1958/1959 był wypożyczony do Varese. W latach 1959–1975 był piłkarzem pierwszego składu Torino, w tym czasie rozegrał w Serie A 405 spotkań. Dwa razy sięgał po Puchar Włoch. W reprezentacji Włoch zagrał 7 razy. Debiutował 13 maja 1962 w meczu z Belgią, ostatni raz zagrał w 1968 roku. Grał na Mistrzostwach Świata 1962. W 1968 znajdował się wśród triumfatorów Mistrzostw Europy. Brał udział w Igrzyskach Olimpijskich w 1960 roku.